# Francesco Galeazzi
Francesco Galeazzi (Torí, 1758 - Roma, 1819), fou un home de ciència, compositor musical i musicòleg italià.
Fou professor de música, matemàtiques i botànica a Piceno, i entre altres obres, deixà, Elementi teoricopratici di musica i  Saggio sopra l'arte di suonare il violino.